# TIFF 2008
Cea de-a șaptea ediție a Festivalului Internațional de Film Transilvania s-a desfășurat în perioada 30 mai - 8 iunie la Cluj. 
În competiția pentru Trofeul Transilvania au intrat 12 filme din 11 țări. Juriul a fost alcătuit din: regizorul român Corneliu Porumboiu, producătoarea franceză Marie Pierre Macia, regizorul chilian Sebastian Lelio (câștigător al Trofeului Transilvania 2007), producătorul american Michael Fitzgerald și criticul american de film Jay Weissberg.
Tema afișului festivalului din acest an a fost agentul 007 - James Bond; pentru realizarea posterului au fost aleși șapte actori (Andi Vasluianu, Gabriel Spahiu, Mimi Brănescu, Vlad Ivanov, Florin Piersic Junior, Tudor Chirilă, Anamaria Marinca) îmbrăcați în haiduci și care au interpretat șapte ipostaze ale lui James Bond.

## Filmele din competiția oficială
| Titlu original                           | Titlu românesc                           | Țara                       | Regizor                |
| ---------------------------------------- | ---------------------------------------- | -------------------------- | ---------------------- |
| Intimidades de Shakespeare y Victor Hugo | Shakespeare colț cu Victor Hugo          | Mexic                      | Yulene Olaizola        |
| Viva                                     | Viva                                     | Statele Unite ale Americii | Anna Biller            |
| La zona                                  | Zona                                     | Spania/ Mexic              | Rodrigo Plá            |
| Sügisball                                | Balul de toamnă                          | Estonia                    | Veiko Ounpuu           |
| Sieben Tage Sonntag                      | În fiecare zi e duminică                 | Germania                   | Niels Laupert          |
| J’ai toujours reve d’etre un gangster    | Dintotdeauna mi-am dorit să fiu gangster | Franța                     | Samuel Benchetrit      |
| Lake Tahoe                               | Lacul Tahoe                              | Mexic                      | Fernando Eimbcke       |
| Karoy                                    | Karoy                                    | Kazahstan                  | Zhanna Issabayeva      |
| Kalandorok                               | Aventurierii                             | Ungaria                    | Béla Paczolay          |
| Istoria 52                               | Povestea 52                              | Grecia                     | Alexis Alexiou         |
| El cielo, la tierra y la lluvia          | Cerul, pământul și ploaia                | Chile                      | Jose Luis Torres Leiva |
| Ga med fred Jamil                        | Jamil, mergi în pace                     | Danemarca                  | Omar Shargawi          |

## Premii
- Premiul pentru regie - Omar Shargawi, pentru filmul Jamil, mergi în pace/ Ma salama Jamil, Danemarca
- Premiul pentru imagine - Mart Taniel, pentru Balul de toamnă/ Sügisball
- Premiul pentru cea mai bună interpretare - actorii Péter Haumann, Péter Rudolf, Milán Schruff, pentru filmul Aventurierii/ Kalandorok, Ungaria
- Premiul concursului de scenarii, categoria lungmetraj - Ioan Antoci, pentru filmul Câinele japonez
- Premiul concursului de scenarii, categoria scurtmetraj - Bogdan Mureșan, pentrul filmul Torța vie
- Premiul pentru cel mai bun film din cadrul workshopului "Let’s go digital" - Puzzle
- Cel mai bun lung metraj din cadrul "Zilele Filmului Românesc" - Podul de flori, regia Thomas Ciulei
- Premiul pentru cel mai bun scurtmetraj din secțiunea "Umbre" - Veșnica pomenire/ RIP, regia Bruno Collet, Franța
- Premiul special al juriului - Lacul Tahoe/ Lake Tahoe, regia Fernando Eimbcke, Mexic
- Premiul Zilelor Filmului Românesc pentru scurtmetraj - (Plictis și) inspirație, regia Igor Cobileanski
- Premiul de debut în filmul românesc - regizorul George Dorobanțu, pentru filmul Elevator
- Premiul FIPRESCI - La Rabia, regia Albertina Carri, Argentina
- Premiul publicului - I Always Wanted to Be a Gangster, regia Samuel Benchetrit
- Premiul pentru întreaga carieră - actrița Catherine Deneuve
- Premiul pentru întreaga carieră - actrița Tamara Buciuceanu Botez
- Premiu de excelență - Radu Beligan
- Ordinul Chevalier des arts et des lettres - Corneliu Porumboiu